# Katarina södra skola

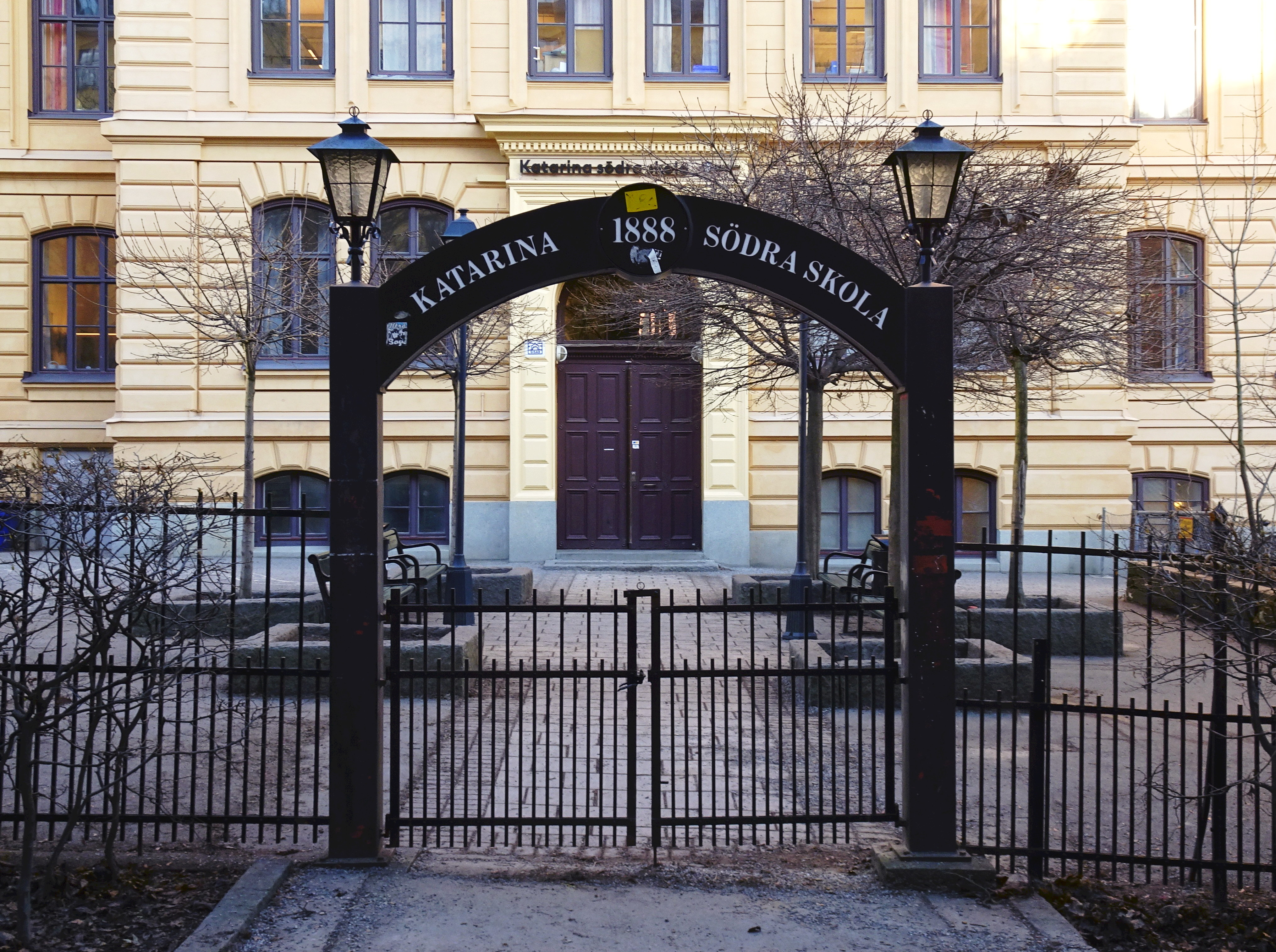
Katarina Södra Skola, huvudentré, 2017.

Katarina Södra skola en kommunal grundskola belägen i Kvarteret Bondesonen större vid Katarina bangata 41 hörnet Gotlandsgatan på Södermalm i Stockholm. Den uppfördes 1888, vilket gör den till en av Södermalms äldsta grundskolor. Skolan har undervisning på låg- och mellanstadienivå samt fritidshem i anslutning för åldrarna 6-12 år. Den har cirka 500 elever och 87 lärare.

## Historia

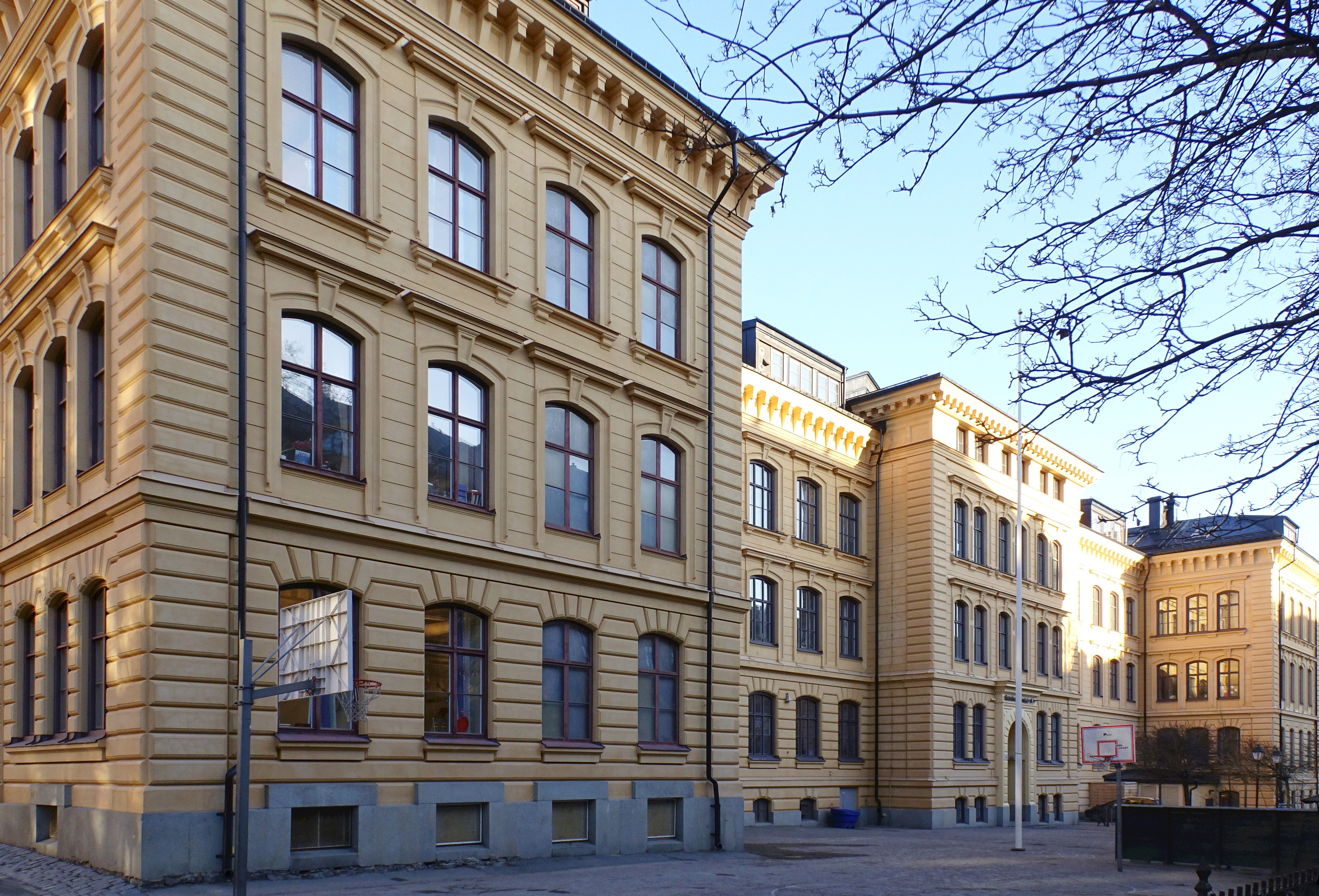
Huvudfasaden mot Katarina bangata.

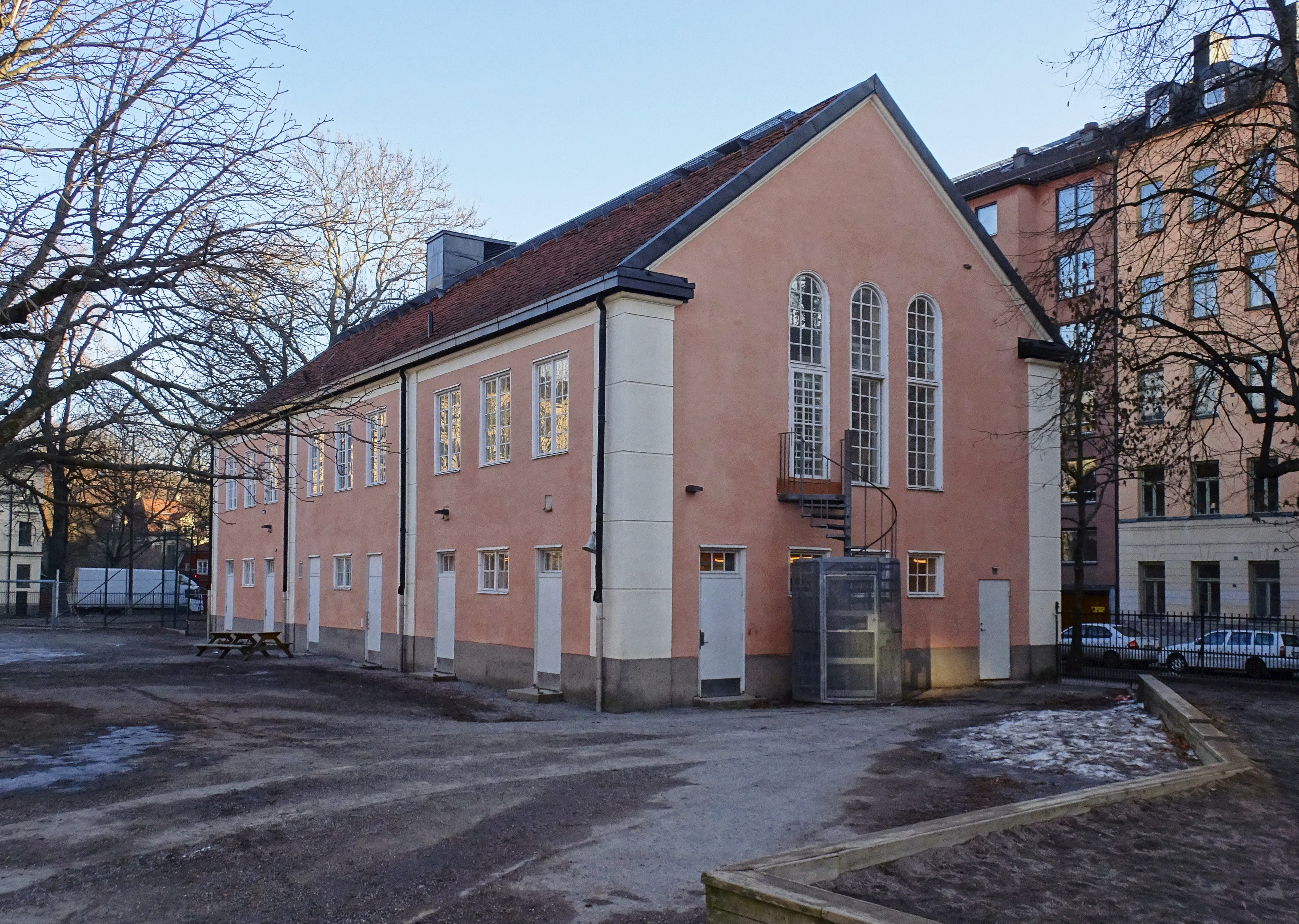
Gymnastikhuset med de två salarna Stora- och Lilla Nacka döpta efter fotbollsspelaren Nacka Skoglund som gick på skolan.

Skolan öppnade den 1 oktober 1888 som folkskola, ursprungligen under namnet Katarina södra folkskola enligt arkitekt A W Bergströms ritningar. Den var då ett magnifikt verk över strävan att förbättra förutsättningarna för undervisning av barn på det barnrika Södermalm. Den nya skolan på Södermalm skulle då ge plats åt cirka 1 800 av Katarina församlings dåvarande totalt cirka 3 000 barn. Bergström gestaltade den monumentala byggnaden i nyrenässans i samma stil som Kungliga bibliotekets byggnad.
I källarplanet fanns tidigare en badbassäng, vilken dock stängdes på 1970-talet av ekonomiska skäl, då oljekrisen 1973 medförde för höga uppvärmningskostnader.
Malongen belägen i anslutning norr om skolan är en fabriksbyggnad från 1660-talet som 1867 byggdes om till den första Katarina södra folkskola. I den fanns tidigare gymnastiksal och tjänstebostad åt vaktmästaren. Numera är där konstnärsateljéer. Nuvarande gymnastikhus Kuggen uppfördes 1923 efter ritningar av arkitekt Siösteen. Byggnaden var då en bykstuga (tvättstuga) med torkvind på övervåningen. Tvättning ingick i skolköksundervisningen. 
År 2005 genomfördes omfattande ombyggnads- och renoveringsarbeten av skolhuset. En brand 18 november samma år i den för reparationer avstängda delen av skolan förlängde renoveringsarbetet.
Efter den före detta eleven Greta Garbo namngavs torget väster om skolan Greta Garbos torg. Den 28 maj 2013 firade skolan Katarina Södra-dagen med anledning av skolans 125-årsjubileum.

## Bemärkta alumner
- Greta Garbo
- Harry Kullman
- Nacka Skoglund
- Kurt Kjellström
- Arne Domnérus

## Galleri

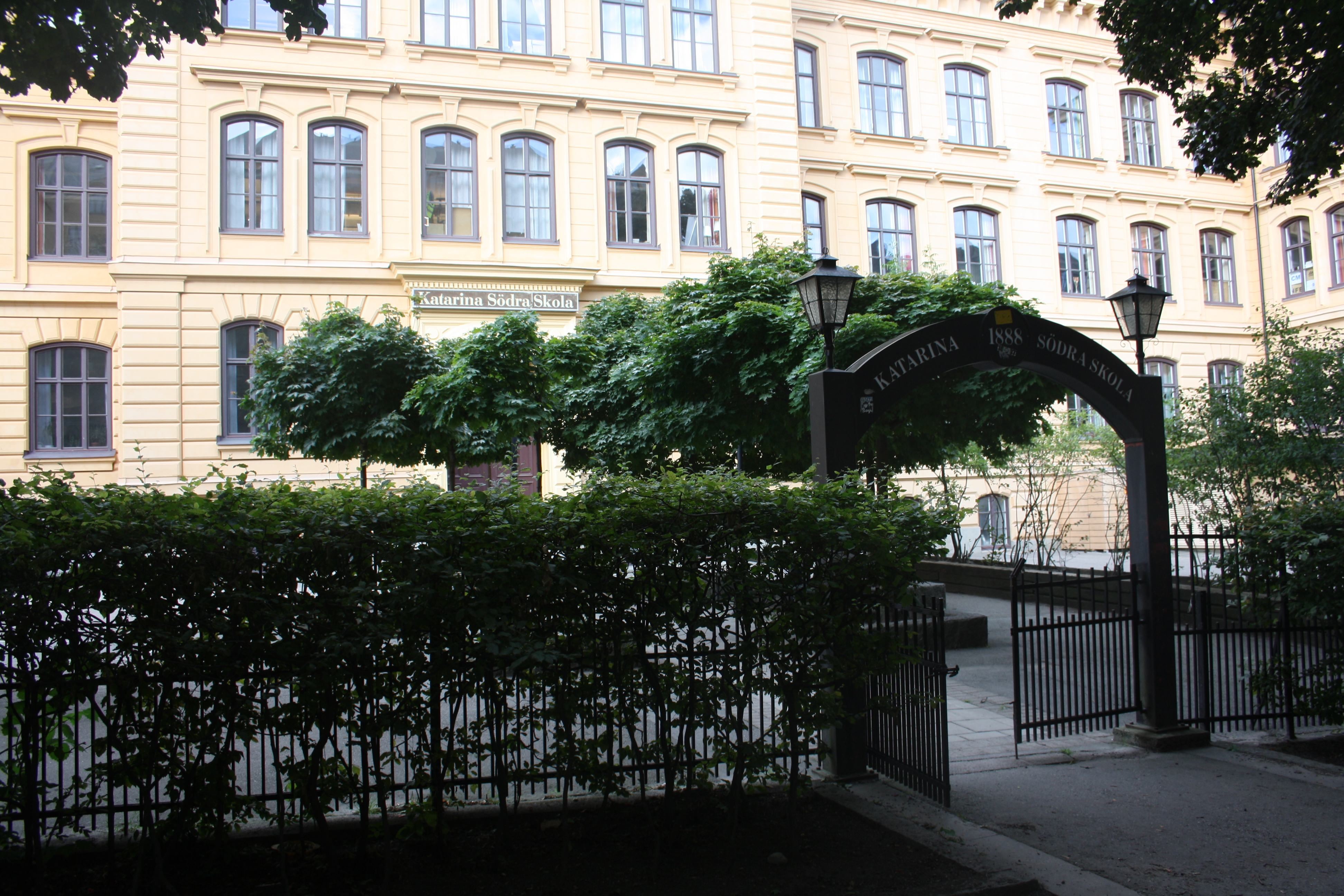
Ingång till skolgården
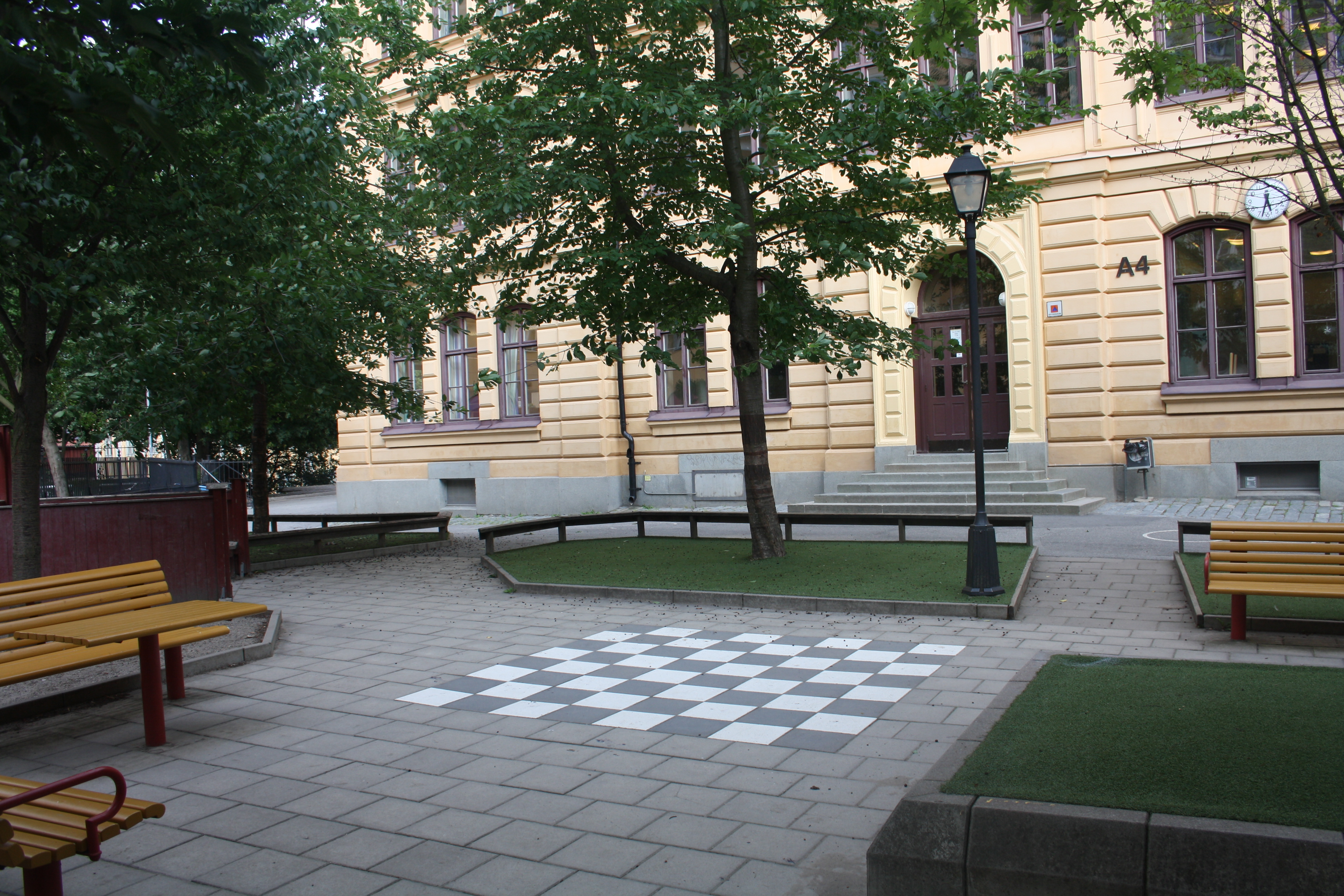
Skolgården
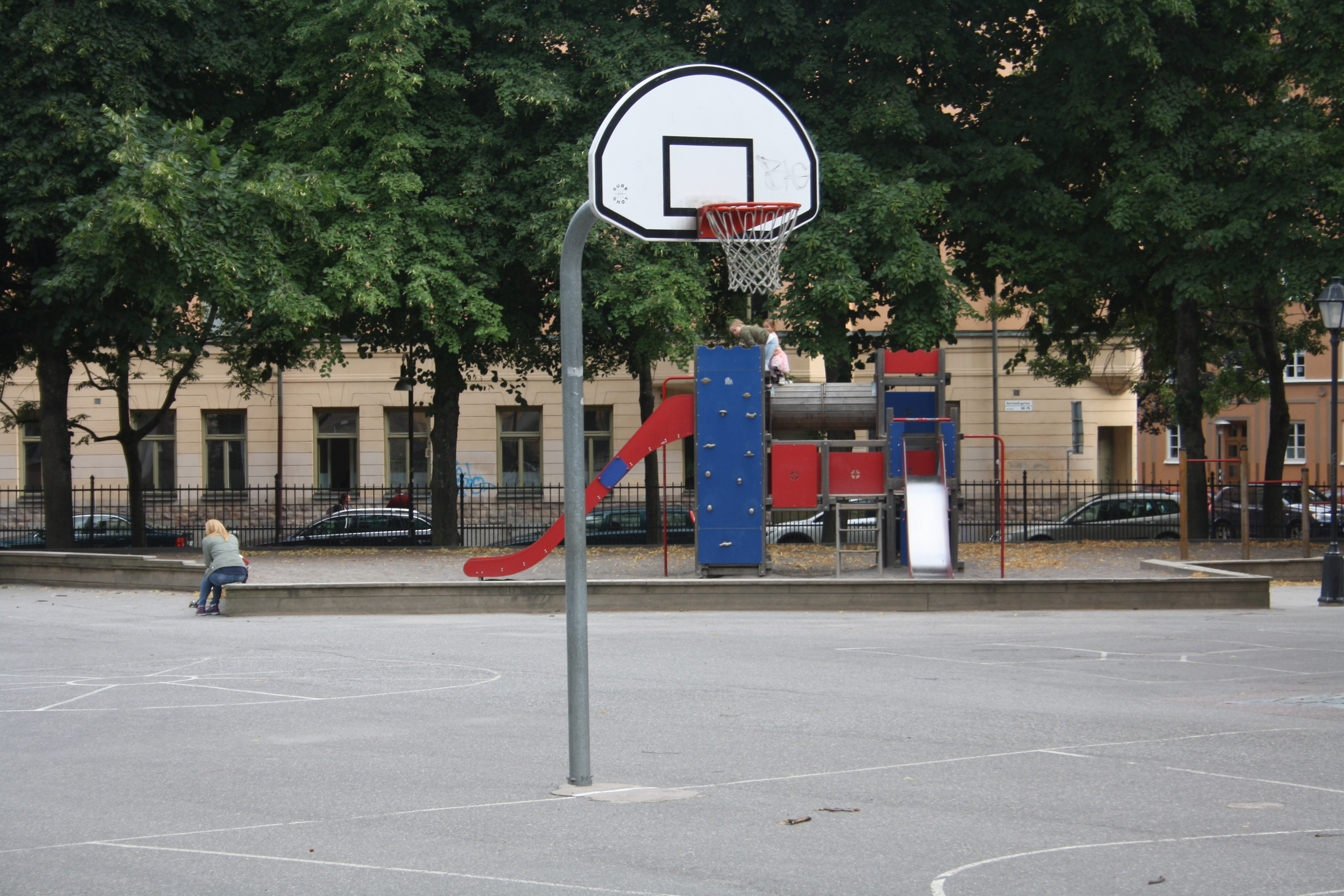
Skolgården
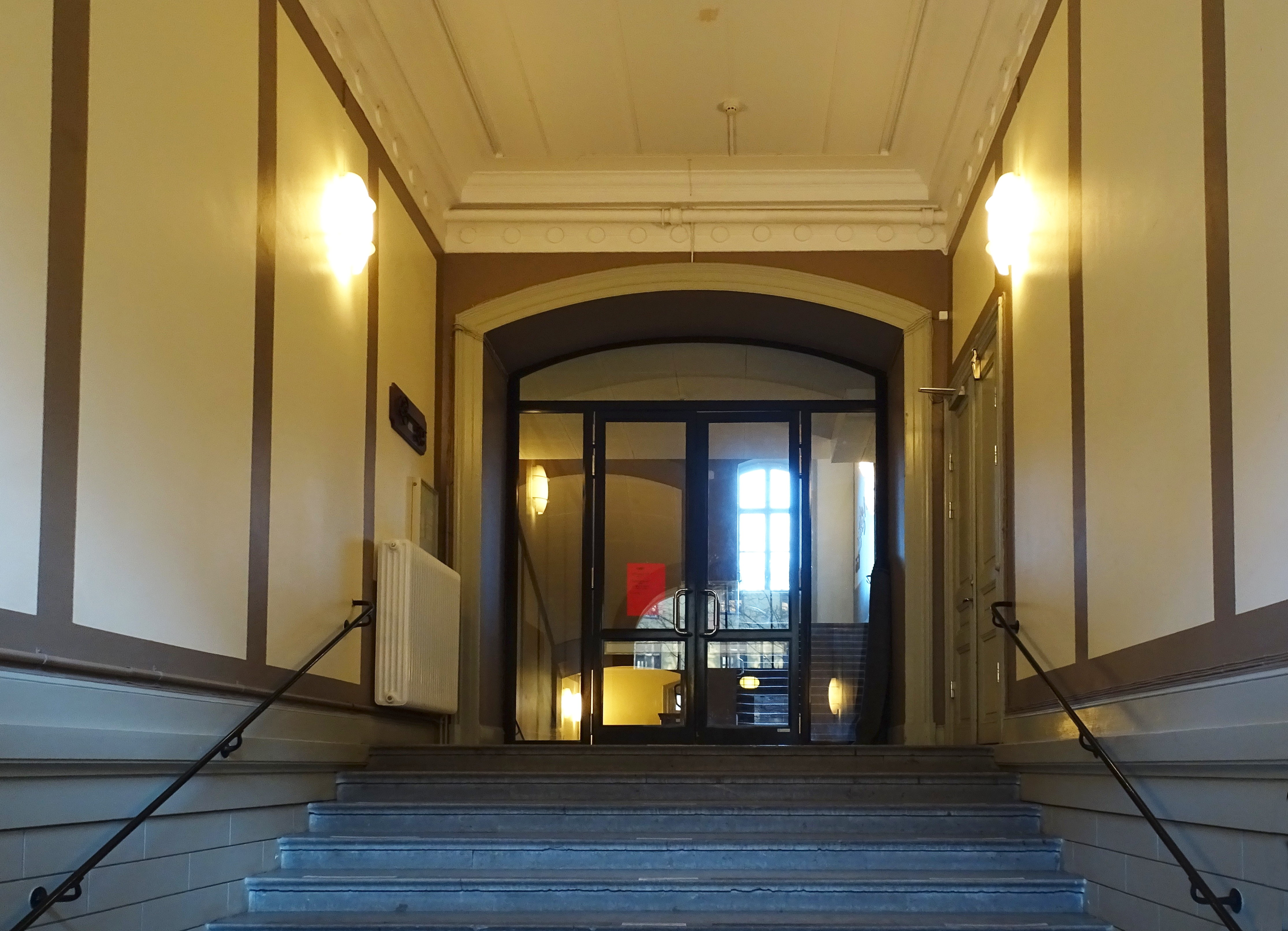
Huvudentrén